# (73722) 1993 FK18
(73722) 1993 FK18 – planetoida z pasa głównego asteroid okrążająca Słońce w ciągu 4,07 lat w średniej odległości 2,55 j.a. Odkryta 17 marca 1993 roku.